# Pałac w Dziewinie
Pałac w Dziewinie (niem. Schloss Dieban) – zabytkowy pałac we wsi Dziewin (województwo dolnośląskie), w Polsce, w powiecie lubińskim, w gminie Ścinawa.
Pierwotnie dwór wybudowany w latach 1558–1566, następnie przebudowany na pałac w 1580 r.

## Historia
Pierwotnie największy renesansowy dwór na Dolnym Śląsku; zbudowany dla rodziny von Kanitz. Został rozbudowany na pałac w latach: 1580 r., 1700 r. przez Hansa Friedricha (Jana Fryderyka) von Mütschelnitz (1648-1721), od 1675 żonatego z Zuzanną Małgorzatą von Schweinitz, XX w., i restaurowany w latach 1860–1881 przez rodzinę von Schweinitz. Niezniszczony podczas II wojny światowej, został znacjonalizowany i był następnie używany przez miejscowy PGR. Opuszczony w latach 80. XX wieku. Ten wysokiej klasy zabytek popada w ostatnich latach w całkowitą ruinę – obecnie zachowała się już tylko połowa dachu i 8 z 11 renesansowych szczytów. 

## Portale
- na skrzydle wschodnim portal zamknięty dwoma półkolumnami jońskimi podtrzymującymi fryz (płycnię) z napisem upamiętniającym budowę skrzydła wschodniego i mówiącym o Lasselu i Wolffie Kanitz, z centralnie umieszczonym kartuszem z herbem braci von Kanitz oraz rokiem 1556[6][7],
- na elewacji północnej skrzydła barokowego portal z dwoma herbami: Hansa von Mütschelnitz i jego żony Zuzanny von Schweinitz w półkoliście zamkniętym frontonie, poniżej płycina z inskrypcją i rokiem 1700[8]
- na skrzydle południowym[9] portal główny z herbami po lewej: von Kanitz, Niebelschütz; po prawej: Glaubitz, Krekwitz i rokiem 1558[10] i napisem[11].

Herb von Kanitz
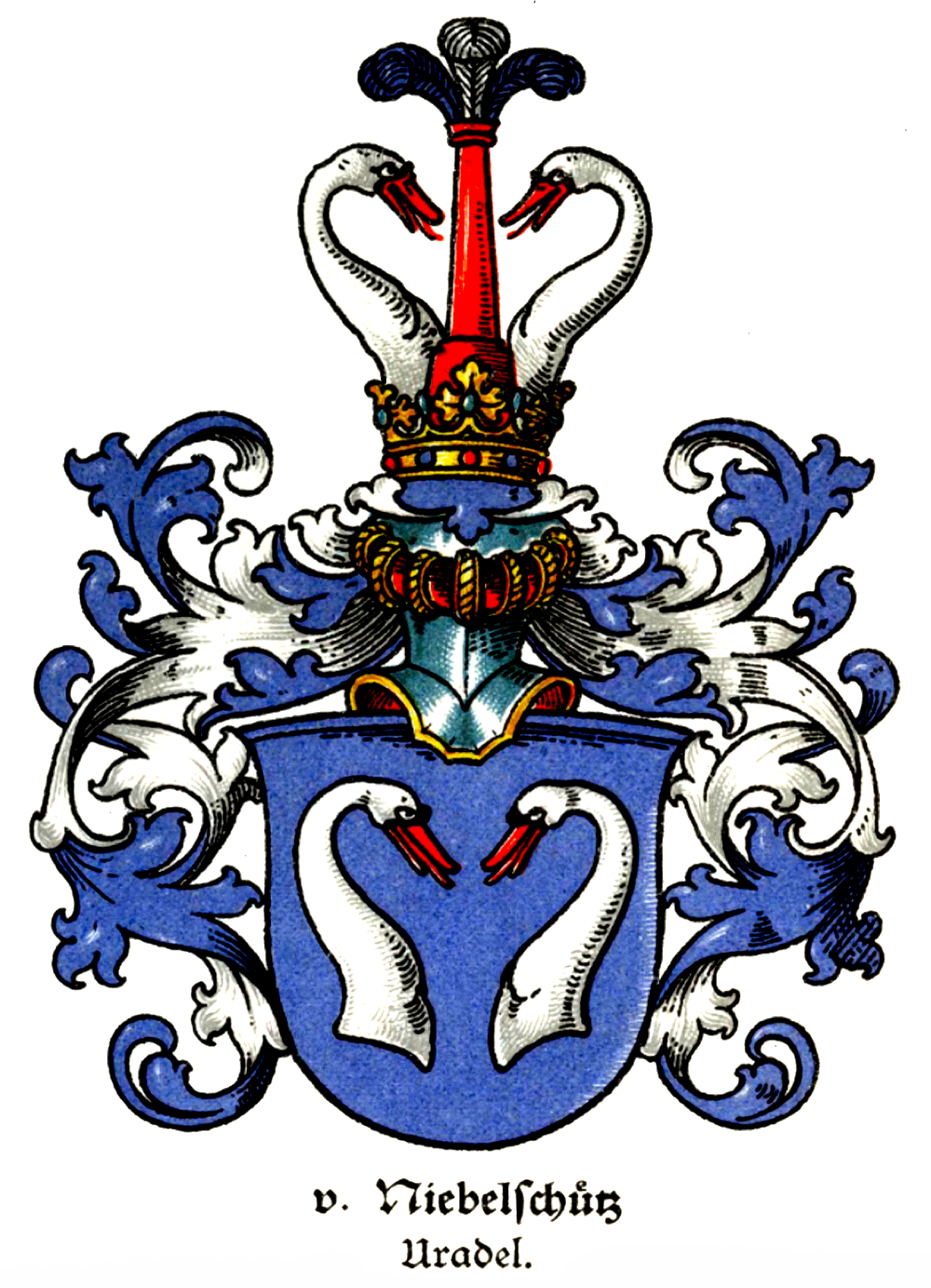
Herb von Niebelschütz
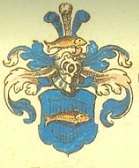
Herb von Glaubitz
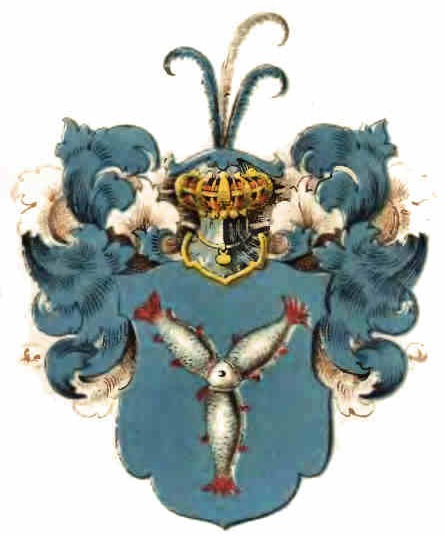
Herb von Kreckwitz
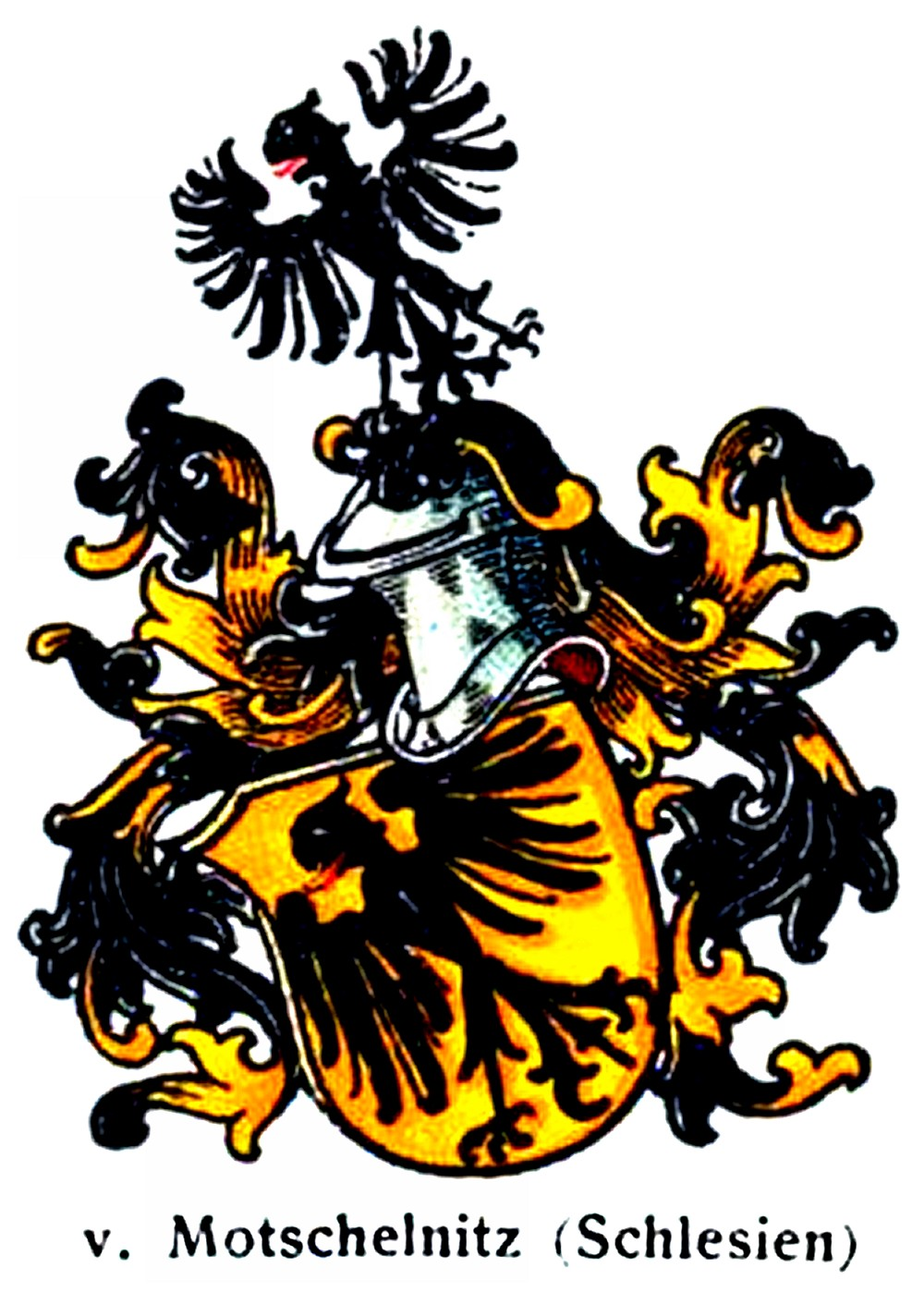
Herb Hansa von Mütschelnitz
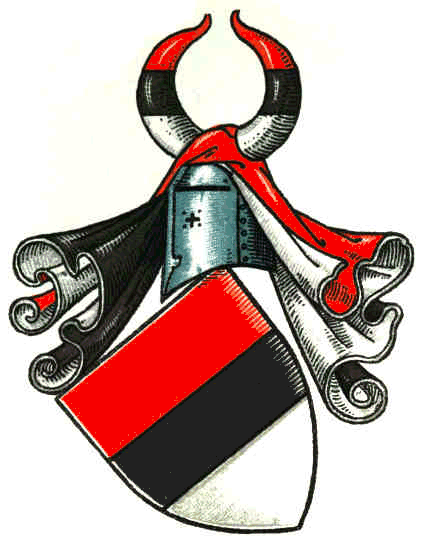
Herb Zuzanny von Schweinitz

Obiekt jest częścią zespołu pałacowego, w skład którego wchodzi jeszcze:
- park z początku XVIII, zmieniony w drugiej połowy XIX w., zdewastowany, położony za dworem;
- folwark z budynkami gospodarczymi:
  - dwie oficyny, z drugiej połowy XVIII w.,
  - pawilon (I), z XVII w.,
  - pawilon (II), z drugiej połowy XIX w.,
  - stajnia z bramą, z początku XX w.,
  - stodoła, z drugiej połowy XIX w.;
  - czworak, z XIX/XX w.;
  - lodownia, z połowy XIX w.;
  - piec chlebowy, z XIX/XX w.;
  - kordegarda znajdująca się obok dworu.

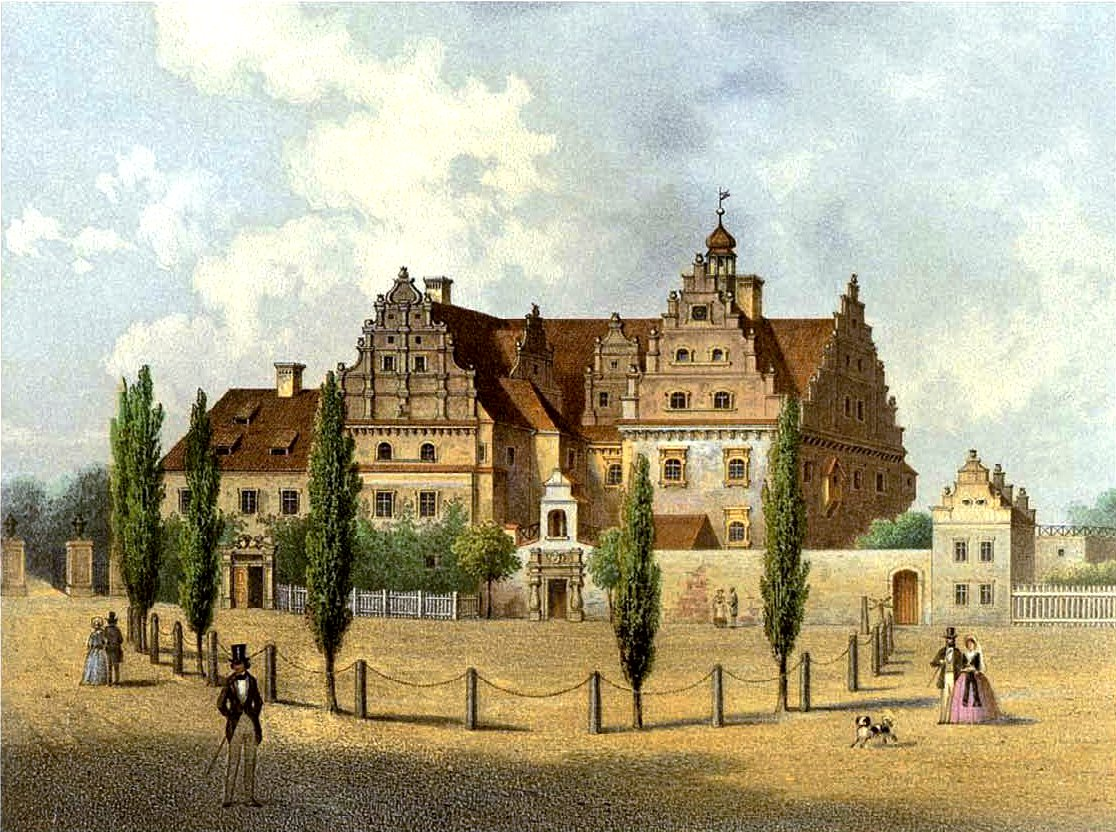
Pałac w drugiej połowie XIX w.